# Certificat d'aptitude à une formation artistique supérieure
 (août 2018).
Si vous disposez d'ouvrages ou d'articles de référence ou si vous connaissez des sites web de qualité traitant du thème abordé ici, merci de compléter l'article en donnant les références utiles à sa vérifiabilité et en les liant à la section « Notes et références ».
Le Certificat d'aptitude à une formation artistique supérieure (CAFAS) était un diplôme décerné par le Ministère des affaires culturelles entre 1954 et 1973. Il sanctionnait un cycle d'études de 3 ans dans certaines écoles d'arts.
Il était requis pour accéder au corps des adjoints d'enseignement pour le dessin et les arts plastiques, aux concours externes donnant accès au corps des professeurs des collèges d'enseignement technique et aux concours spéciaux de recrutement d'instituteurs.